# Badredine El Mokrani
Pour les articles homonymes, voir Mokrani.
Bedrabine El Mokrani est une commune de la wilaya de Sidi Bel Abbès en Algérie.

## Géographie

### Situation
| Hassi Zahana | Lamtar               | Tabia |
| Hassi Zahana | Bedrabine El Mokrani | Tabia |
| Ben Badis    | Chettouane Belaila   | Tabia |

## Histoire
Modèle:Son ancien nom était Bedradine mais changea vers les années 80-90 en optant vers Bedrabine El Mokrani en faisant référence à un ancien martyr de la guerre d'Algérie bien que certains continuent à la nommer de son ancien nom.